# Doneck
Doneck (ukránul: Донецьк), vagy régebbi, oroszos formában Donyeck (oroszul: Донецк) nagyváros Ukrajna keleti részében, a Kalmiusz mentén. A Donecki terület közigazgatási központja, de történelmileg a Donyec-medence alkotta régió kulturális és gazdasági központja. Ukrajna ötödik legnagyobb városa. Lakóinak száma a 2001-es népszámlálás idején 1 millió 16 ezer fő volt. 2011-es becslés szerint lakossága kb. 975 ezer fő. Nevét a Donyecről, a Don mellékfolyójáról kapta. A település neve 1924-ig, majd 1941–1943 között Juzovka (ukrán nevén Juzivka), 1924–1941 között, valamint 1943-tól 1961-ig Sztalino (ukrán nevén Sztaline) volt. A Donyecki Népköztársaság szakadár állam fővárosa.

## Története
A települést 1869-ben, – Juzovka névadója, – John Hughes walesi üzletember alapította, aki acélgyárat épített itt, és akinek több szénbányája volt a régióban.
1917-ben városi rangot kapott. 1924-ben a nevét Sztálinra változtatták, ez a 20-as évek végétől Sztalinóra módosult. A második világháborúban a várost 1941. október 28-án a németek lerombolták. 1943. szeptember 5-én foglalták vissza a szovjet csapatok.
1961-ben kapta mai nevét.
A város ma is fontos szénbányászati központ, és az 1998-ban létrehozott 466 hektáros „Doneck” különleges gazdasági övezet otthona.
A 2013 végén kirobbant ukrán válság és a kijevi kormányváltás után nem sokkal Kelet-Ukrajnában, így Doneckben is széles körű megmozdulások vették kezdetüket. A helyi oroszok és oroszbarát ukránok a terület Oroszországhoz való csatolását követelik, és nem ismerik el a kijevi kormányváltást. 2014. április 7-én a városban kikiáltották a Donyecki Népköztársaságot is.

## Lakosság
| Év   | Lakosság  |
| ---- | --------- |
| 1926 | 174 000   |
| 1939 | 474 000   |
| 1959 | 708 000   |
| 1971 | 891 000   |
| 1989 | 1 113 000 |
| 2001 | 1 016 194 |
| 2005 | 999 975   |
| 2011 | 975 959   |

| Lakosok száma | 965 800 | 922 137 | 929 063 | 927 201 | 918 917 | 913 323 | 908 456 | 905 364 | 901 645 |
|               | 2014    | 2015    | 2016    | 2017    | 2018    | 2019    | 2020    | 2021    | 2022    |

A város lakosainak száma 2011-ben 975 959 fő volt, a hozzá csatlakozó nagyvárosi övezettel együtt 2 009 700. A 2001-es ukrán népszámlálás az ország ötödik legnagyobb lélekszámú városaként regisztrálta Donyecket.

## Kultúra
A városban egy operaház, egy kis színház és egy filharmónia is van.

### Sport
- rúdugrás: Szerhij Bubka
- labdarúgás: Sahtar Doneck, Metalurh Doneck

## Oktatás
Donyeckben több egyetem és főiskola is van.
- Nemzeti Műszaki Egyetem
- Nemzeti Orvostudományi Egyetem
- Nemzeti Egyetem
- Iszlám Egyetem

## Képek

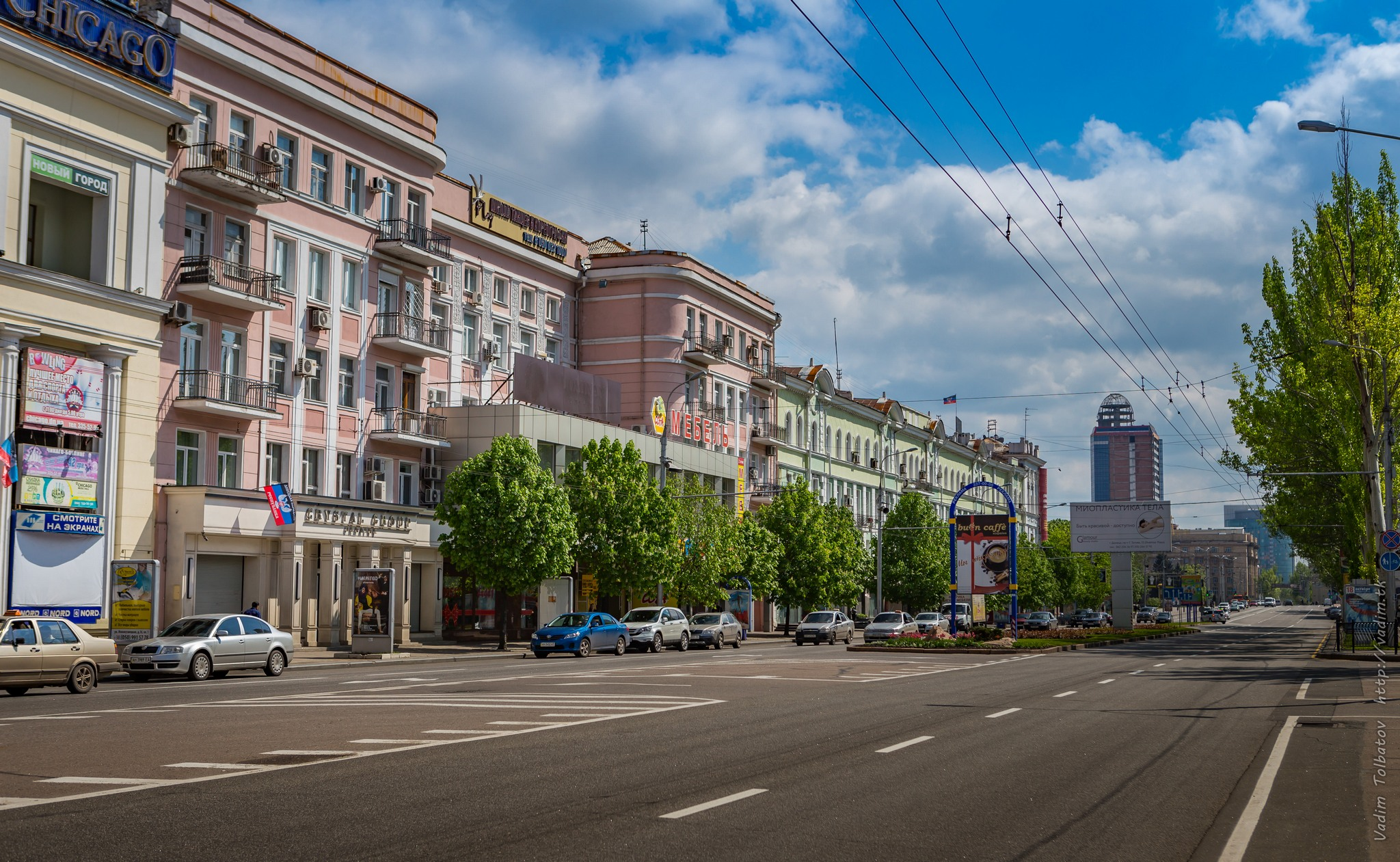
Belváros
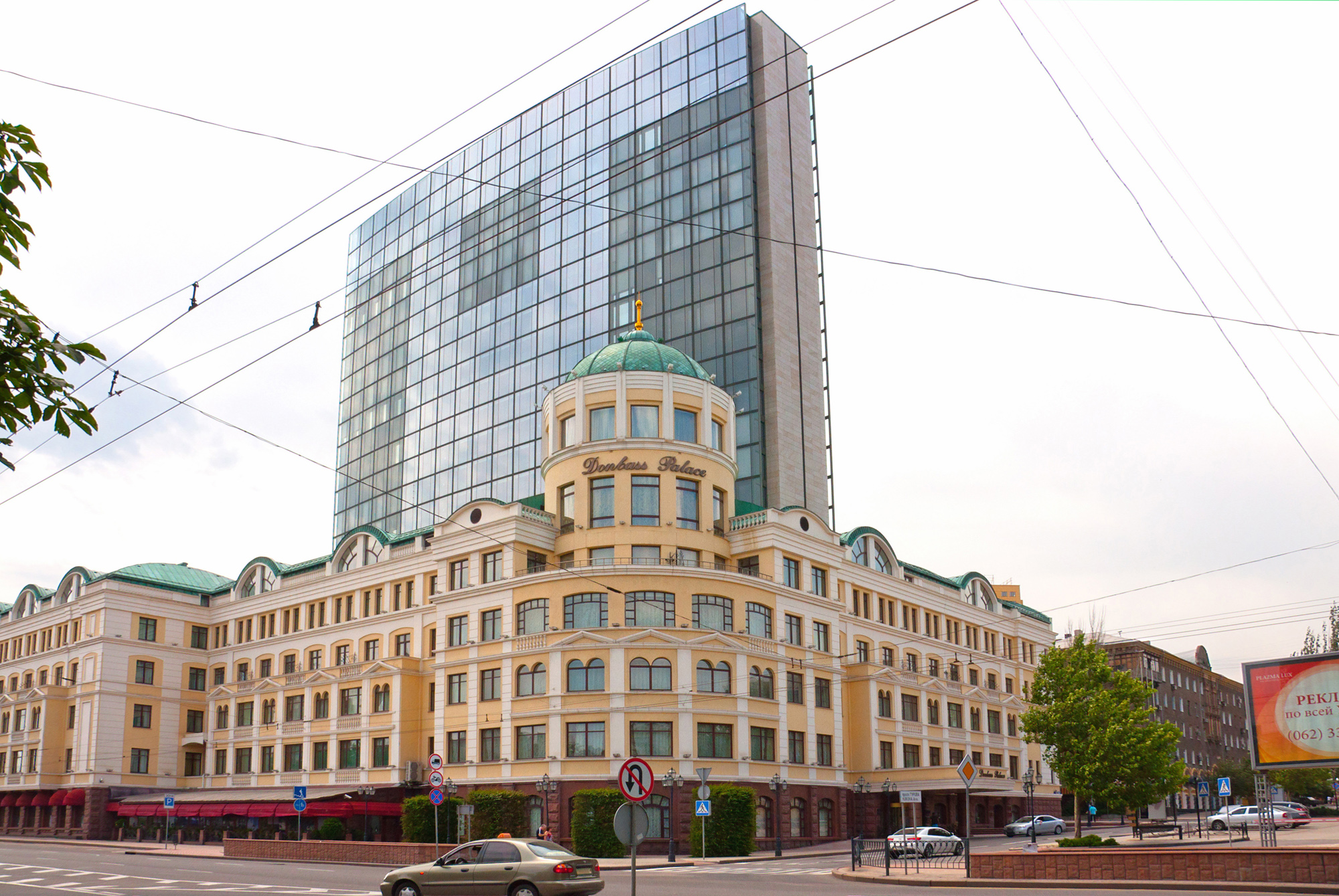
Donbasz Palota hotel
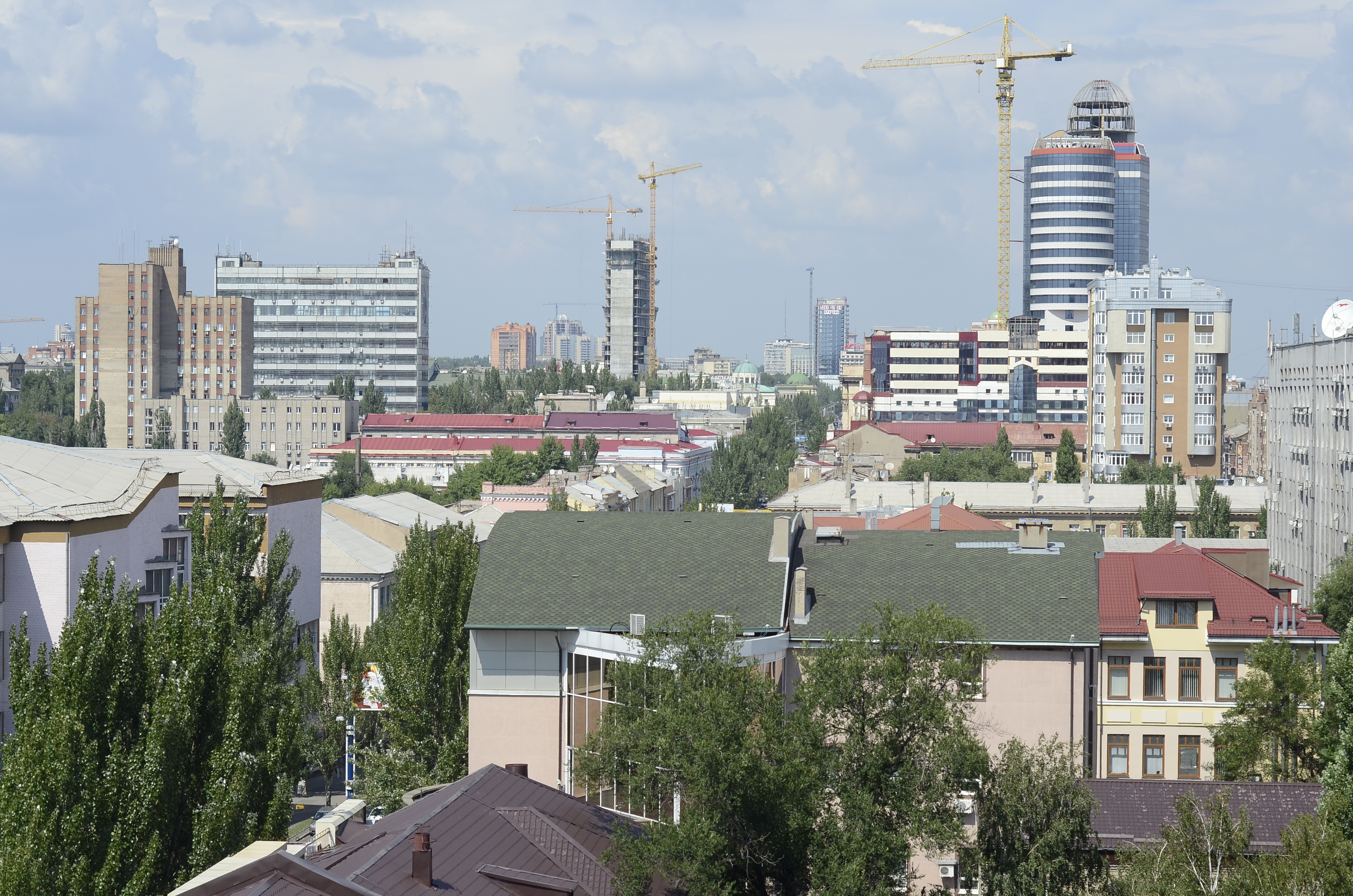
Városkép
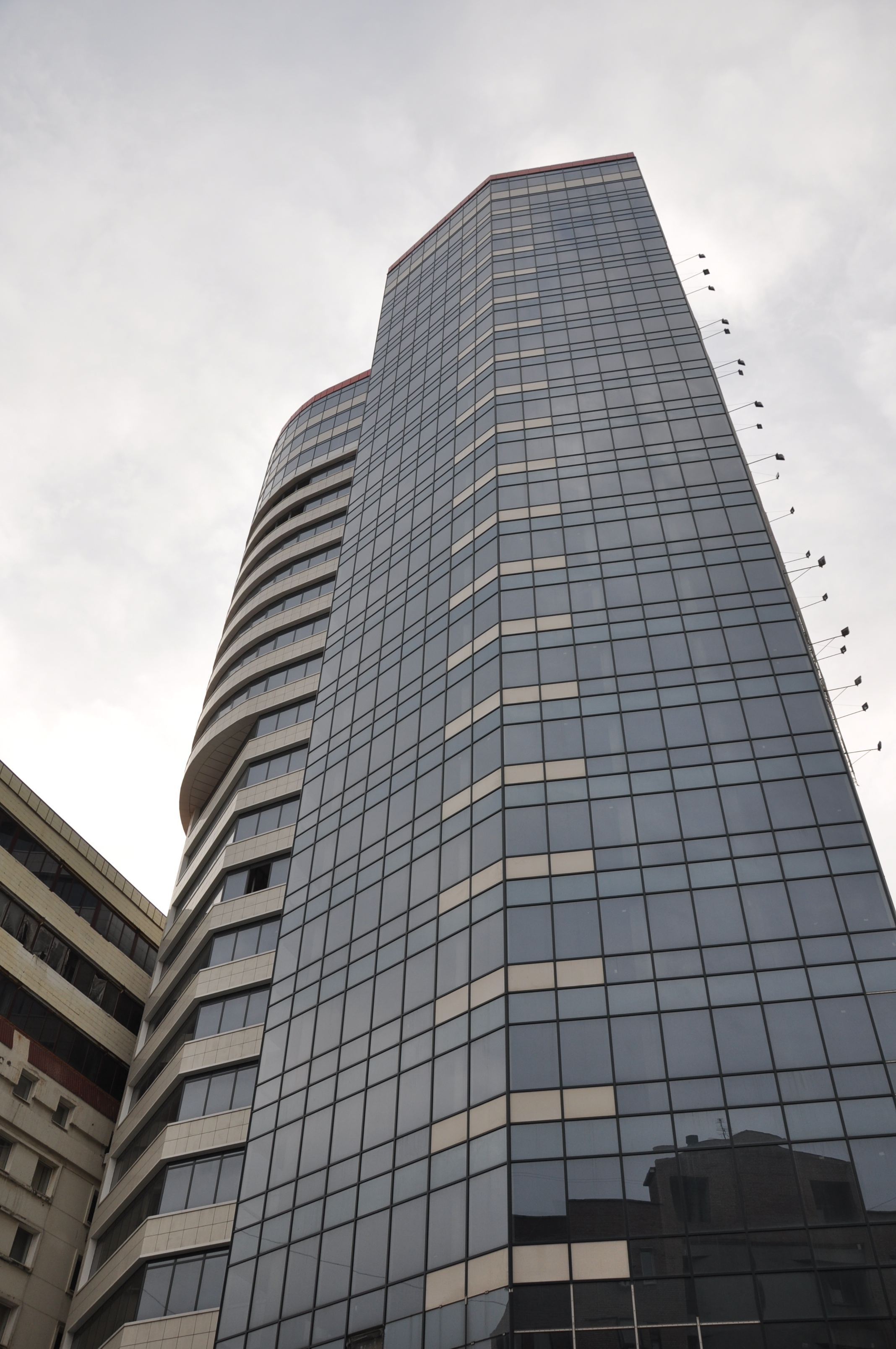
Kongresszusi épület
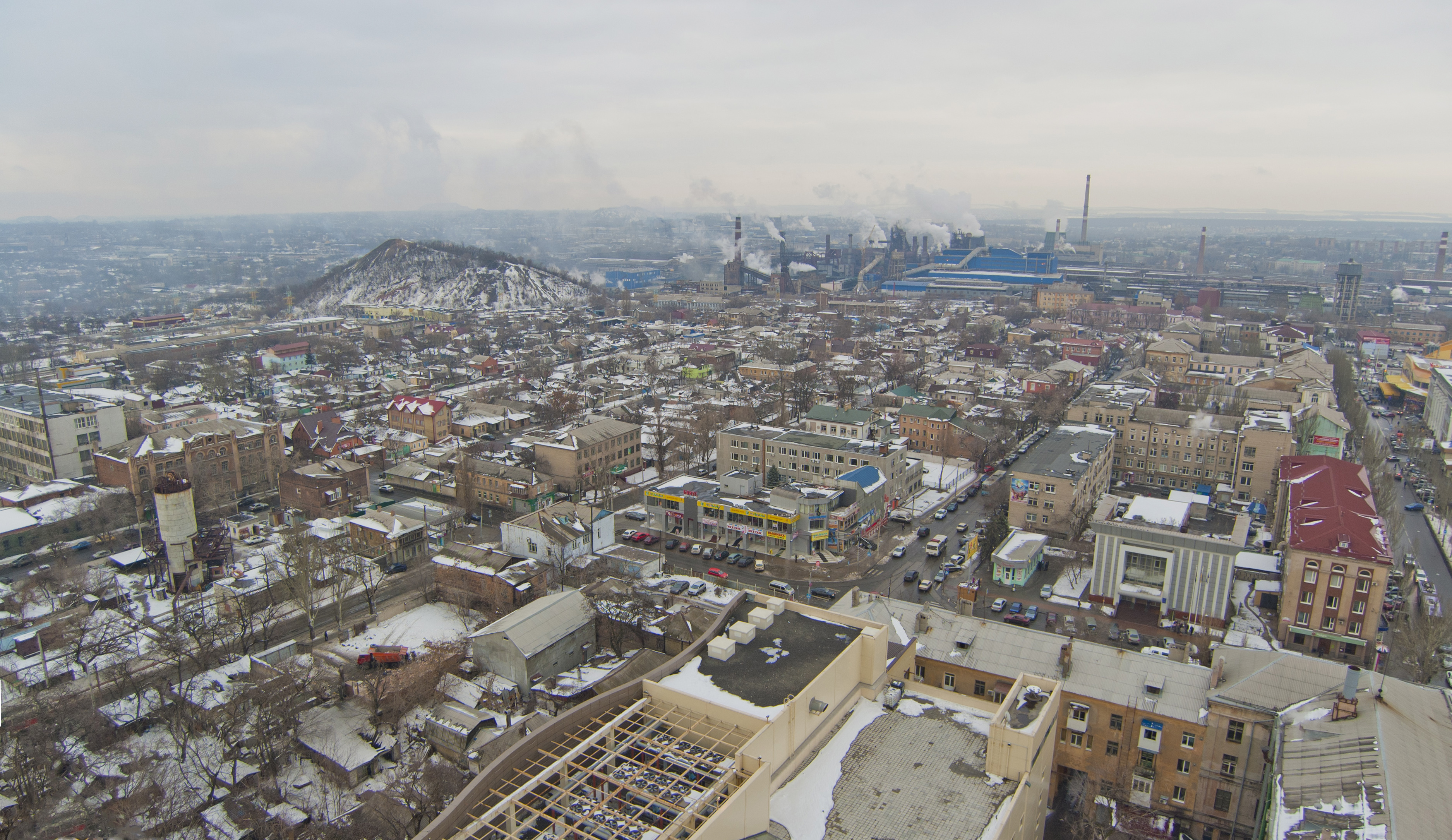
Ipari terület
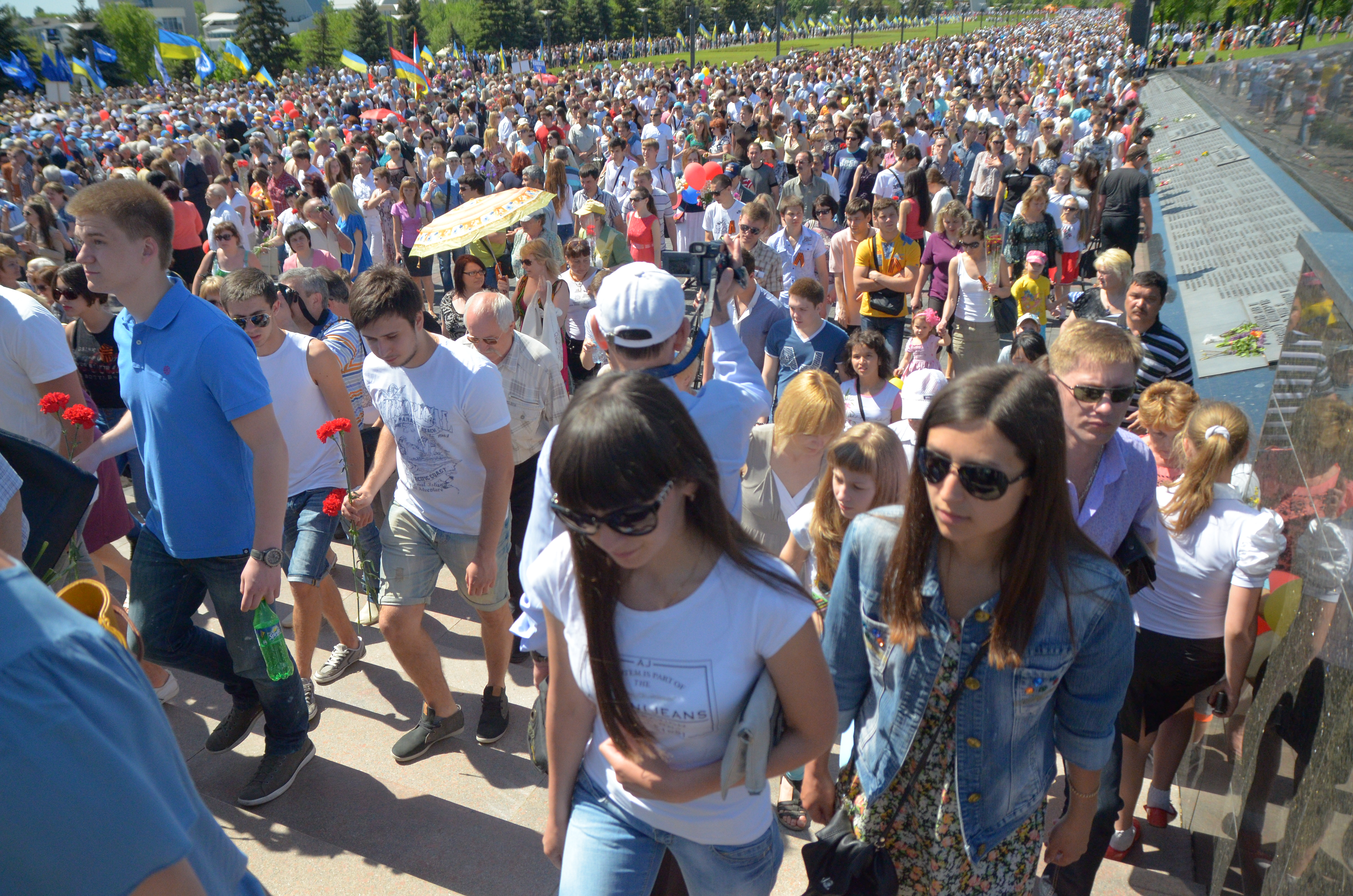
Helyi fiatalok a 2013-as Győzelem Napja ünnepén

## Testvértelepülések
- Németország Magdeburg
- Németország Bochum 1987